# 西域斯氏脂䲁
西域斯氏脂䲁（學名：Starksia occidentalis），為輻鰭魚綱䲁形目脂䲁科斯氏脂䲁屬的一個種，分布於中西大西洋貝里斯、宏都拉斯、墨西哥、巴拿馬和哥倫比亞海域，深度0至20公尺，本魚體長，扁平，頭尖，眼、鼻孔和頸背觸鬚不分支，背鰭硬棘與軟條之間有一缺刻，雄魚第一臀棘長，與鰭的其餘部分分離，變性為性器官，側線連續，前段拱起，後段直，側線鱗片17枚，頭部側面有淡Y形區域，其下緣有深色環狀斑點，唇有黑色橫紋；頭頂在鰓蓋末端水平處有一條棕色橫帶，身體淺色，有3排棕色斑點，背鰭硬棘21枚、背鰭軟條8枚、臀鰭硬棘2枚、臀鰭軟條17枚，體長可達2.4公分，棲息在珊瑚礁、岩礁區，生活習性不明。